# Alexandre Lemair
Alexandre Lemair (né le 25 octobre 1988 à Rouen) est un ancien coureur cycliste français. Professionnel au sein de la formation Roubaix Lille Métropole entre 2008 et 2010, il porte également les couleurs de l'équipe continentale japonaise Bridgestone Anchor en 2012. Capable de s'imposer sur les vélodromes comme sur la route, il compte de multiples titres de champion de France de cyclisme sur piste à son palmarès. En 2009, il remporte également le championnat de France sur route dans la catégorie espoirs.

## Biographie

### Carrière cycliste
Coureur amateur au sein de l'USSA Pavilly Barentin, Alexandre Lemair devient stagiaire au sein de l'équipe Roubaix Lille Métropole en août 2007. Il est alors suivi depuis plusieurs mois par Cyrille Guimard, directeur sportif de Roubaix Lille Métropole, après avoir contacté cette équipe durant l'hiver précédent. Lemair remporte cette année-là les titres de champion de France de poursuite par équipes et de l'américaine. 
Il est engagé par la formation Roubaix Lille Métropole en 2008 et devient ainsi coureur professionnel à 19 ans. Les débuts du néophyte français  s'avèrent assez difficiles et ses meilleurs résultats de l'année sur route sont une 8e place au Grand Prix Pino Cerami et une 11e à la Polynormande. 
En 2009, il se classe deuxième du Grand Prix de Lillers et d'une étape de la Ronde de l'Oise. En août, il devient champion de France sur route espoirs à Vendôme. 
Non conservé par ses dirigeants à l'issue de la saison 2010, il s'engage en faveur du Véloce Club Rouen 76 et porte les couleurs du club normand en 2011. Pour son retour dans le peloton amateur, il s'adjuge le titre de champion de Normandie sur route et les Boucles de l'Austreberthe. Il se classe également troisième du Circuit Rance Émeraude.
En 2012, il signe son retour chez les professionnels au sein de l'équipe continentale asiatique Bridgestone Anchor. En début de saison, il remporte le prix de la combativité des première et troisième étapes du Tour d'Oman, puis s'adjuge un nouveau titre de champion de France de poursuite par équipes (avec Alexis Gougeard, Julien Duval et Kévin Lesellier). Au deuxième semestre, il retourne au Véloce Club Rouen 76.
Au cours de l'année 2013, il gagne Paris-Vallangoujard et monte sur le podium de plusieurs courses comme le Grand Prix de Saint-Hilaire-du-Harcouët et le Grand Prix de Luneray.
La saison suivante, il s'impose sur le Tour du Pays Courvillois et se classe troisième du Prix des Grandes Ventes derrière Alexandre Gratiot et l'ancien coureur professionnel de l'équipe continentale Roubaix Lille Métropole Cyrille Patoux.
Il s'engage avec le VS Chartrain pour 2015 mais préfère finalement mettre fin à sa carrière et se consacrer à sa reconversion professionnelle.

### Reconversion professionnelle
Alexandre Lemair travaille au rayon cycles d’un magasin de la chaine Intersport (groupe d'entreprises de distribution d'articles de sport) après avoir tenté d'entrer sans succès dans la police. Il pratique également la course à pied et plus particulièrement le trail pour meubler son temps libre.

## Palmarès sur piste

### Championnats d'Europe
- Athènes 2006
  -  Médaillé d'argent de la poursuite par équipes juniors
  -  Médaillé de bronze de la poursuite juniors

### Championnats de France
- 2004
  -  Champion de France de la course aux points cadets
- 2005
  -  Champion de France de poursuite par équipes juniors (avec Étienne Pieret, Maxime Lecoeur et Ronan Guinaudeau)
  -  Champion de France de l'américaine juniors (avec Étienne Pieret)
- 2006
  -  Champion de France de poursuite juniors
  -  Champion de France de poursuite par équipes juniors (avec Étienne Pieret, Maxime Leboucher, Nicolas Giulia et Florent Gougeard)
  - 2e de l'américaine juniors
- 2007
  -  Champion de France de poursuite par équipes (avec Maxime Lecoeur, Étienne Pieret et Ronan Guinaudeau)
  -  Champion de France de l'américaine (avec Ronan Guinaudeau)
- 2010
  - 2e de la poursuite par équipes
  - 2e de l'américaine
- 2011
  -  Champion de France de l'américaine (avec Julien Duval)
- 2012
  -  Champion de France de poursuite par équipes (avec Alexis Gougeard, Julien Duval et Kévin Lesellier)
- 2013
  - 2e de la poursuite par équipes

## Palmarès sur route
| - 2004 - 2e du championnat de France sur route cadets - 2005 - 3e du championnat de France sur route juniors - 2006 - Au Tour des Juniors - 2007 - 3e du Circuit des Matignon - 2008 - 3e du championnat de Normandie sur route - 2009 - Champion de France sur route espoirs - 2e du Grand Prix de Lillers - 2010 - 2e de Paris-Évreux - 2e du Grand Prix Michel-Lair - 3e du Circuit du Morbihan | - 2011 - Champion de Normandie - Boucles de l'Austreberthe - 3e du Circuit Rance Émeraude - 2013 - Paris-Vallangoujard - 2e du Grand Prix de Saint-Hilaire-du-Harcouët - 2e des Deux Jours cyclistes du Perche - 2e du Trio normand - 3e du Grand Prix de Luneray - 3e du Grand Prix de Chartres - 3e du Souvenir Sébastien-Boulangué - 3e de la Nocturne de la Sainte-Madeleine - 2014 - Tour du Pays Courvillois - 3e du Prix des Grandes Ventes - 3e du Prix de Cintray |  |

## Classements mondiaux
| Année           | 2008 | 2009 |
| --------------- | ---- | ---- |
| UCI Europe Tour | 792e | 341e |

## Distinctions
- Vélo d'or Cadets : 2004